# Risico-inventarisatie en -evaluatie
Een risico-inventarisatie en -evaluatie (RI&E) is een verplicht middel ter bevordering van veilig en gezond werken volgens de Nederlandse Arbeidsomstandighedenwet. Sinds 1 januari 1994 is deze verplicht voor alle werkgevers, dus niet voor zelfstandigen zonder personeel. De werkgever moet (laten) onderzoeken of er arbeidsrisico's zijn, die bij het werk gevaar kan opleveren of schade kan veroorzaken aan de gezondheid van de werknemers, al dan niet leidend tot verzuim. In de RI&E moet het resultaat van dit onderzoek schriftelijk worden vastgelegd. In de evaluatie wordt van deze arbeidsrisico's of gevaren een risico-inschatting gemaakt, waarbij gekeken wordt naar de kans dat een gevaar zich voordoet, het effect dat het teweegbrengt en de frequentie waarmee werknemers aan het gevaar worden blootgesteld. 

## Plan van Aanpak
Het Plan van Aanpak (PvA) is een verplicht onderdeel van de RI&E. In het PvA staat aangegeven welke maatregelen de werkgever gaat nemen voor het beperken van de geconstateerde arbeidsrisico’s, en binnen welke termijn deze worden genomen:
- Hoe beperkt men een arbeidsrisico? Of de schade als het toch misgaat?
- Welke maatregelen zijn nodig om de arbeidsrisico's tot een minimum te beperken? En hoe voert men ze door?
- Hoe zorgt men dat de maatregelen blijven werken?

De meest ernstige risico's in- of door de arbeid worden in overleg met het personeel of de ondernemingsraad of personeelsvertegenwoordiger het eerst aangepakt in een gezamenlijk overeengekomen plan van aanpak. Voor de rest-risico's wordt bij elke organisatie -waar arbeid wordt verricht- de bedrijfshulpverlening ingesteld.
Bij het nemen van de maatregelen moet de arbeidshygiënische strategie gevolgd worden. Daarbij worden als eerste bronmaatregelen genomen. Pas als dat redelijkerwijs niet mogelijk is, worden collectieve maatregelen genomen ter bescherming van de werknemers. Pas als ook dat redelijkerwijs niet mogelijk is, mogen persoonlijke beschermingsmiddelen gebruikt worden. Een lawaaiige machine wordt bijvoorbeeld eerst vervangen door een stillere machine. Als dat niet redelijkerwijs mogelijk is, dan wordt de machine bijvoorbeeld geplaatst in een afgesloten ruimte waar geen medewerkers hoeven te komen. Pas als het redelijkerwijs onvermijdelijk is dat de werknemers er in de buurt komen, dan worden gehoorbeschermers ter beschikking gesteld. De werkgever kan daarbij gebruik maken van de arbocatalogus die voor de bedrijfstak of branche is opgesteld.
Indien aanwezig, heeft de ondernemingsraad of personeelsvertegenwoordiging instemmingsrecht op het PvA. In andere gevallen moeten de werknemers advies kunnen geven over de RI&E en het PvA. Nadat het PvA in werking is gezet, wordt de voortgang jaarlijks met de werknemers, de ondernemingsraad of personeelsvertegenwoordiging besproken.

## Actueel houden
De RI&E moet bijgewerkt worden als de arbeidsomstandigheden binnen de organisatie veranderen. Voorbeelden hiervan kunnen zijn:
- aanschaf van nieuwe machines
- nieuwe manier van werken
  - productielijn
  - uitbreiding op het dienstenpakket
- fusie of reorganisatie
- verbouwing of restauratie

Ook bij nieuwe wetgeving, of als de stand van de techniek veranderd is, moet de RI&E bijgewerkt worden of opnieuw uitgevoerd worden. 

## Toetsing
De RI&E moet getoetst zijn door een gecertificeerde arbodienst en/of deskundige. Per 1 juli 2005 is de Arbeidsomstandighedenwet gewijzigd. Sindsdien hoeven bedrijven met maximaal 25 werknemers hun RI&E-document niet langer te laten toetsen, mits ze gebruikmaken van een RI&E-instrument dat is opgesteld voor de betreffende branche, is goedgekeurd door de overheid en is opgenomen in de cao. Ook organisaties met ten hoogste 40 uur arbeid per week hoeven de RI&E niet te laten toetsen.

## Sancties
Bij een controle door de Inspectie SZW (de voormalige Arbeidsinspectie) wordt gevraagd naar de RI&E. Als deze ontbreekt, of onvolledig of niet actueel is, kan een boete van maximaal €4500 worden opgelegd. Tot 2019 was dit €3000 en werd deze pas opgelegd na een waarschuwing. Ook na een bedrijfsongeval kan de boete hoger zijn als er geen (volledige) RI&E aanwezig is.